# دیوید و لیسا
دیوید و لیسا (انگلیسی: David and Lisa) فیلمی به کارگردانی فرانک پری است که در سال ۱۹۶۲ منتشر شد. از بازیگران آن می‌توان به کیر دوله، هوارد داسیلوا، نوا پترسون، کرن لین گورنی، هایمه سانچز و کلیفتون جیمز اشاره کرد.